# Quercus berberidifolia
Quercus berberidifolia és un petit roure en forma d'arbust de fulla perenne, i pertany a la secció dels roures blancs d'Europa, Àsia i Amèrica del Nord.

## Descripció
Aquesta espècie arriba a fer entre 1 i 2 metres d'alçada i rares vegades arriba als 4 m. Té fulles molt dentades de color verd opac, que fan entre 1,5 a 3 cm de llarg per 1 o 2 cm d'ample. La textura del feix de la fulla és similar al cuir i la del revers és lleument peluda. Produeix glans de color marró agrupades a parells o individuals i fan entre 1 a 3 cm de llarg per 1 o 2 cm de diàmetre, poden ser punxegudes o amb forma d'ou i la caperutxa que les recobreix és prima. El seu període de maduració és d'entre 6 a 8 mesos després de la seva pol·linització.

## Distribució i hàbitat
Aquesta espècie és nadiua dels matollars de Califòrnia, i és un membre comú en els ecosistemes de chaparral, en català es traduiria com a garriga. De fet, la paraula chaparral deriva del terme "chaparro", usat en castellà per descriure a algunes espècies de Quercus. A més, es poden trobar en aquesta regió, diverses espècies més de roures de port arbustiu. Tanmateix, diferenciar els exemplars de Q. berberidifolia dels d'altres espècies i els seus possibles híbrids, requereix una inspecció acurada. Als llocs freds o en zones més exposades, aquesta espècie sol formar arbustos compactes i de menor mida, mentre que en zones més càlides o protegides del vent la planta pot estendre's i créixer fins a assolir diversos metres d'alçada.
Q. berberidifolia de vegades s'hibrida amb altres espècies de roures.

## Taxonomia
Quercus berberidifolia va ser descrita per Frederik Michael Liebmann i publicat a Oversigt over det kongelige danske videnskabernes selskabs forhandlinger og dets medlemmers arbeider 1854: 172. 1854.
Etimologia
Quercus: nom genèric del llatí que designava igualment al roure i a l'alzina.
berberidifolia: epítet llatí compost que significa "amb fulles de Berberis".
Sinonímia
- Quercus agrifolia var. berberidifolia (Liebm.) Wenz., Jahrb. Königl. Bot. Gart. Berlin 3: 203 (1884).
- Quercus dumosa f. berberidifolia (Liebm.) Trel., Mem. Natl. Acad. Sci. 20: 116 (1924).
- Quercus dumosa var. munita Greene, Ill. W. Amer. Oaks: 37 (1889).[4]